# 聖書日課
聖書日課（せいしょにっか）とは（共に英語：Lectionary）、ユダヤ教およびキリスト教の伝統的な教派（カトリック、聖公会、ルーテル教会、正教会など）で毎日あるいは祝祭日の典礼（ミサまたは礼拝）で読む聖書の箇所（ペリコーペ）はあらかじめ決められていて、その集合体をいう。

## 個人の聖書を読む日課
個人が聖書を読むの日課には、日本聖書協会の「聖書愛読こよみ」などのように1年サイクルのものが多い。典礼に用いられる聖務日課にはさまざまな歴史がある。

## ユダヤ教
ユダヤ教では、どの年のどの日に聖書のどこを読むかは決められていて、トーラーまたはハフターラーから読むことになっている。これはユダヤ教に源を発するキリスト教でも、聖書の新約ルカによる福音書4:16～21に、イエスが旧約イザヤ書61:1～2を読み、その時点からイエスの宣教が始まる有名な描写があるが、これもその慣例を書いている。

## 西方教会
ローマ・カトリック教会では、古くから「ミサの朗読配分」 (Ordo Lectionum Missae) という形で、旧約聖書、新約聖書の手紙、福音書を読む箇所の指定を守ってきた。
第二バチカン公会議以降、カトリック教会では新しいローマ典礼暦 (Calendarum Romanum 1969) と、そのミサの朗読配分 (Ordo Lectionum Missae 1969) を作って、これは3年サイクルのもので、新約聖書の朗読は
- A年はマタイによる福音書
- B年はマルコによる福音書
- C年はルカによる福音書

を主に読み、ヨハネ福音書はクリスマスおよびイースターなどに読むようになっている。年号を3で割って割り切れる年がC年，1余る年がA年，2余る年がB年である。各年度は西暦の前年11月末または12月初めの日曜日（待降節第1主日）に始まる。これは日本のカトリック教会でも採用されている。

### 北米で
これは米国のプロテスタント教会にも大きな影響を与え、米国では1983年から「共同聖書日課」 (Common Lectionary) として、また1992年から「改訂共通聖書日課」（Revised Common Lectionary、略称：RCL）として米国の多くのプロテスタント教会でも使われるようになった。また、日本の聖公会、ルーテル教会、バプテスト教会などでも、広く使われるようになっている。

### 英国で
英国では、英国聖公会 (The Church of England) が「祈祷書」 (The Book of Common Prayer) で1年サイクルの聖書日課が長らく使ってきたが、1963年に英国の主なプロテスタント教会（イングランド教会、スコットランド教会（長老派のChurch of Scotland）、スコットランド聖公会、メソジスト教会など）が参加した合同典礼グループ（The Joint Liturgical Group、略称：JLG）が1979年に2年サイクルのもの（The Calendar and Lectionary、別名JLG1）を発表し、英国聖公会のThe Alternative Service Book（ASB、The Book of Common Prayerの付属書として1980年に発行）に採用された。
JLGはその後、1990年に4年サイクルのJLG2（A Four Year Lectionary、それぞれの年に4福音書の1つを主に読む）を発表し、

英国の主要教会で採用されている。日本でも、日本基督教団がいち早く取り入れている。 
 
ただし、英国聖公会の「2000年新祈祷書：Common Worship」では、米国聖公会と同じくカトリック起源の3年サイクル (RCL) を採用した。

## 東方教会
正教会の公祈祷である奉神礼（典礼）では、新約聖書が1年を周期として読まれる。旧約聖書は聖詠経（詩篇）が随所で朗読・歌唱される以外に、大斎期間には創世記、イサイヤ書、箴言などが読まれる。